# Bernhard von Gudden
Johann Bernhard Aloys von Gudden (Kleef, 7 juni 1824 - Meer van Starnberg nabij Slot Berg, 13 juni 1886) was een Duitse psychiater. In zijn carrière hield hij zich voornamelijk bezig met de zorg voor geesteszieken, craniologie en de anatomie van de hersenen. Verder was Von Gudden degene die het verband wist te leggen tussen schurft en Mijten.
Na aan verschillende universiteiten gestudeerd te hebben, ontving Von Gudden zijn medische bul aan de Universiteit van Halle. Hij ging werken in instellingen in Siegburg en Baden, waarna hij benoemd werd tot directeur van de nieuwe psychiatrisch inrichting in Werneck bij Würzburg. Hier wist hij een reputatie als uitstekend organisator op te bouwen. Hij zette zich in voor een humanere behandeling van psychiatrische patiënten en schonk hun een zo groot mogelijke persoonlijke vrijheid, iets wat voor die tijd revolutionair te noemen was.
In 1869 werd Von Gudden benoemd tot professor in de Psychiatrie aan de Universiteit van Zürich en een jaar later ook directeur van het daaraan verbonden nieuwe psychiatrische ziekenhuis Burghölzli. Onder zijn leiding werd dit al snel een toonaangevend instituut. Hij werd hier later opgevolgd door zijn student Auguste Forel.
In 1872 werd hij professor aan de universiteit van München. In zijn laboratorium deed hij veel neurologisch onderzoek, waarmee hij in Werneck en Zürich al was begonnen. Veel bekende namen in de neurologie en psychiatrie studeerden onder Von Gudden, onder wie Franz Nissl, Emil Kraepelin, Auguste Forel en Sigbert Ganser. Ook schrijver Oskar Panizza studeerde bij Von Gudden. Kraepelin stichtte later het Psychiatrisch Onderzoeksinstituut in München als voortzetting van Von Guddens laboratorium.
Als belangrijk en gerespecteerd medicus was Von Gudden jarenlang psychiater van de koninklijke familie van Beieren. In 1886 werd hem verzocht de geestelijke gezondheid van koning Lodewijk II te onderzoeken. Op 13 juni werden de koning en Von Gudden na een wandeling dood aangetroffen in het meer van Starnberg. 